# Heilig Kruiskerk (Lieler)

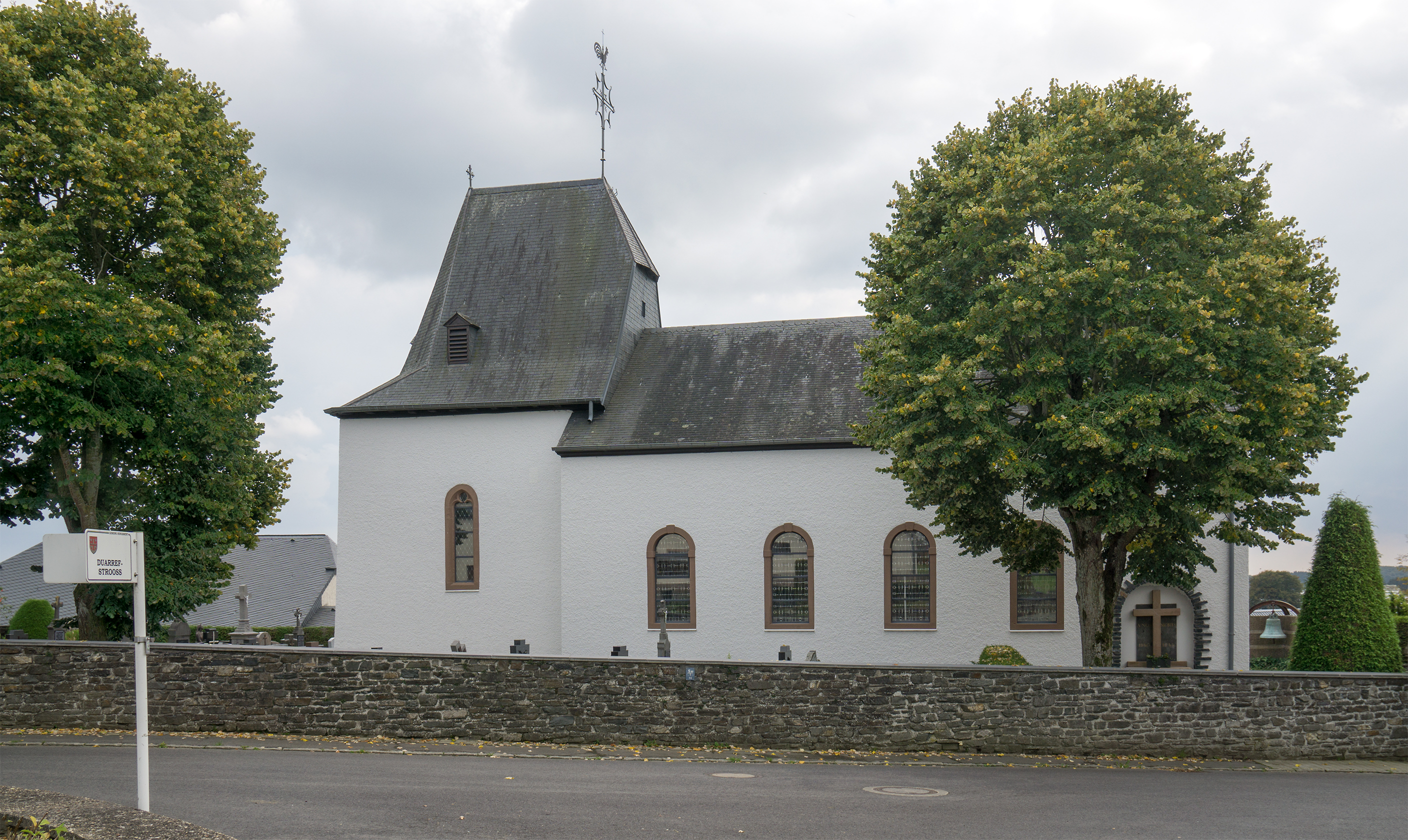
Heilig Kruiskerk

De Heilig Kruiskerk (Kirche Heilig Kreuz of Église Sainte-Croix, ook: Heilig Kruisverheffingskerk) is de parochiekerk van de tot de Luxemburgse gemeente Clervaux behorende plaats Lieler.

## Geschiedenis
Lieler werd in de 12e eeuw genoemd in samenhang met de Abdij van Echternach en de kerk was tot 1807 een filiaalkerk van de parochie Weiswampach, waarna hij werd verheven tot parochiekerk.
De gedrongen toren bevindt zich boven het koor en stamt uit de 14e eeuw. In 1770 werd een nieuw schip gebouwd, dat echter vervallen raakte en in 1850 opnieuw werd vervangen.
Het uit de middeleeuwen stammende koor bevat fresco's van de 15e en 16e eeuw, met voorstellingen van de Evangelisten, de Apostelen en het Laatste Oordeel.
De kerk is omgeven door een kerkhof.